# Бистрик (потік)
Бистрик (пол. Bystrzyk) — гірський потік в Україні, у Богородчанському районі Івано-Франківської області у Галичині. Лівий доплив Бистриці Солотвинської, (басейн Дністра).

## Опис
Довжина потоку приблизно 9,76 км, найкоротша відстань між витоком і гирлом — 7,57  км, коефіцієнт звивистості потоку — 1,29 . Формується багатьма безіменними гірськими струмками. Потік тече у Східний Карпатах.

## Розташування
Бере початок на північно-західних схилах хребта Верхній Пасічний (1296,1 м). Спочатку тече на південний схід понад горою Середня (1638,7 м), далі тече на північний схід понад Полецькою (1166,0 м). Знову тече на південний схід і у селі Стара Гута впадає у річку Бистрицю Солотвинську, ліву притоку Бистриці.